# Blood Bowl (Computerspiel, 2009)
Blood Bowl vom französischen Entwickler Cyanide Studios ist ein an American Football angelehntes Computerspiel im Warhammer-Fantasy-Szenario. Es ist an das gleichnamige Brettspiel von Games Workshop angelehnt und ist die zweite Softwareumsetzung der Thematik nach Blood Bowl aus dem Jahr 1995. Es erschien erstmals im Juni 2009 über Focus Home Interactive. Neben der Erstveröffentlichung erschienen zwei erweiterte Fassung unter dem Zusatz Legendary Edition und Chaos Edition.

## Spielprinzip

### Allgemein
Blood Bowl ist eine parodistische Simulation der Sportart American Football vor dem Hintergrund des gewalttätigen Warhammer-Fantasy-Szenarios. Zwei Mannschaften mit jeweils elf Spielern treten gegeneinander an. Ziel ist es, wie im Football den Ball in die gegnerische Endzone zu tragen und so einen Touchdown zu erzielen. Dabei dürfen gegnerische Spieler auch gezielt umgehauen und verletzt oder im folgenreichsten Fall sogar getötet werden. Daher kann das Spiel nicht nur durch die meisten Punkte, sondern auch durch das Ausschalten der gegnerischen Mannschaft gewonnen werden.
Vorlage war das gleichnamige rundenbasierte Brettspiel von Games Workshop, weswegen auch Cyanides Softwareumsetzung im Kern rundenbasiert ist, daneben aber auch einen Echtzeit-Modus anbietet. Der Spieler muss sich jedoch vor Spielbeginn festlegen und kann nicht nach Belieben zwischen diesen Modi wechseln. In einer Runde bewegt der Spieler seine gesamte Mannschaft und versucht sich so taktisch aussichtsreiche Positionen zu sichern, z. B. Umzingeln eines gegnerischen Spielers, um die Chance eines Tacklings zu erhöhen. Wird die gegnerische Spieler bewusstlos, kann man ihn permanent verletzen, riskiert jedoch einen Platzverweis. Geht jedoch der eigene Spieler k. o. oder kommt es zu einem Fehlpass, endet die Runde umgehend und der Gegenspieler ist wieder am Zug. Der Ausgang vieler Aktionen ist dabei abhängig von den Charakterwerten der Mannschaftsmitglieder und unsichtbar durchgeführten Würfelergebnissen, nicht von der Reaktion des Spielers oder der Aufstellung der Spielfiguren. Im Echtzeitmodus kann das Spiel in den sogenannten Concentration Mode geschaltet, d. h. per Tastendruck pausiert werden, um den eigenen Mannschaftsmitgliedern Anweisungen zu erteilen und Verhaltensweisen festzulegen.
| Rassen / Teams     | Erstveröffentlichung | Legendary Edition | Chaos Edition |
| ------------------ | -------------------- | ----------------- | ------------- |
| Menschen           | ja                   | ja                | ja            |
| Zwerge             | ja                   | ja                | ja            |
| Orks               | ja                   | ja                | ja            |
| Waldelfen          | ja                   | ja                | ja            |
| Goblins            | ja                   | ja                | ja            |
| Chaos-Krieger      | ja                   | ja                | ja            |
| Echsenmenschen     | ja                   | ja                | ja            |
| Skaven             | ja                   | ja                | ja            |
| Dunkelelfen        | teils (als Patch)    | ja                | ja            |
| Amazonen           | nein                 | ja                | ja            |
| Elfen              | nein                 | ja                | ja            |
| Halblinge          | nein                 | ja                | ja            |
| Hochelfen          | nein                 | ja                | ja            |
| Khemri             | nein                 | ja                | ja            |
| Nekromanten        | nein                 | ja                | ja            |
| Norsen             | nein                 | ja                | ja            |
| Nurgle             | nein                 | ja                | ja            |
| Oger               | nein                 | ja                | ja            |
| Untote             | nein                 | ja                | ja            |
| Vampire            | nein                 | ja                | ja            |
| Chaoszwerge        | nein                 | nein              | ja            |
| Unterwelt          | nein                 | nein              | ja            |
| Dämonen des Khorne | nein                 | nein              | ja            |

Die je nach Edition acht bis 23 unterschiedliche Teams (s. Tabelle) setzen sich jeweils aus den Vertretern derselben Rassen – z. B. Orks, Elfen, Skaven oder Menschen – zusammen. Bereits vor einem Spiel kann der Spieler durch den Kauf von Extras (z. B. Sanitäter, Bestechungsgeschenke für Schiedsrichter), besserer Ausrüstung oder das Engagement eines Starspielers die Siegchancen seiner Mannschaft erhöhen. Im Kampagnenmodus wird dafür die Mannschaftskasse herangezogen, die durch Prämien aus den siegreichen Spielen gefüllt wird. Als weitere Einnahmequellen gibt es einen Transfermarkt und Sponsorenverträge. Die Spieler Erfahrung und steigen im Level auf, wodurch sich auch ihre Fähigkeiten verbessern.

### Mehrspieler-Modus
Blood Bowl kann über Netzwerk, direkte IP-Verbindung oder im Hot-Seat-Modus gegen andere menschliche Spieler gespielt werden. Weiterhin besteht die Möglichkeit, eine Online-Liga mit bis zu 60 weiteren Spielern zu eröffnen.

### Story-Modus
Mit Veröffentlichung der Legendary Edition integrierte Cyanide eine Einzelspieler-Kampagne mit einem erzählerischen Hintergrund. Der Spieler schlüpft in die Rolle eines Trainers, der hauptsächlich auf der Suche nach seinem persönlichen Auskommen bei verschiedenen Mannschaften anheuert. Dabei geht es nicht immer nur um den Sieg, sondern beispielsweise darum, mit einem vollkommen überlegenen Team doch noch zu verlieren, um die Wettprämie zu kassieren. Oder mit einem körperlich vollkommen unterlegenen Halbling-Team zumindest ein paar Runden ohne Totalverluste zu überstehen. Im weiteren Verlauf trainiert der Spieler auch einige aus den Regelwerksbüchern bekannte Mannschaften und erfährt mehr über die geschichtlichen Hintergründe der Sportart.

## Entwicklung

### Lizenz
Bereits in den 2000ern kontaktierte Cyanide die Blood-Bowl-Macher von Games Workshop und bat um eine Lizenz, wurde jedoch abgewiesen. Cyanide entwickelte daher ein deutlich von Blood Bowl inspiriertes Spiel namens Chaos League. Ein drohender Rechtsstreit zwischen den beiden Unternehmen konnte außergerichtlich beigelegt werden. Die Vereinbarung sah vor, dass Cyanide den Verkauf von Chaos League einstellte und die Rechte an Games Workshop abtritt. Im Gegenzug erhielten die Franzosen die Lizenz zur Entwicklung eines offiziellen Blood-Bowl-Spiels.

### Versionen
Das Spiel wurde nach Veröffentlichung zunächst mit mehreren Patches fehlerbereinigt und erweitert. Patch 1.1.2.1 vom November 2009 fügt als neues Team die Dunkelelfen zur Auswahl hinzu. Mit Patch 1.1.3.3 wurde ein neuer Mechanismus für Seitwärtsschritte eingebracht.
Ende 2010 veröffentlichte Cyanide eine mit allen Bugfixes versehene und erweiterte Fassung als sogenannte Legendary Edition. Neben den Dunkelelfen wurden elf weitere Rassen als Teams, eine Story-Kampagne und den Spielmodus Dungeonbowl hinzugefügt. Die Chaos Edition fügte dem Spiel nochmals drei weitere Teams, eine neue Arena und einen Weltmeisterschafts-Spielmodus hinzu.
Den Versionen für Nintendo DS und PlayStation Portable fehlen im Vergleich Anpassungsmöglichkeiten und die Onlineligen. Der Mehrspieler-Modus beinhaltet rundenbasiertes Hotseat, auf der PSP außerdem drahtloser Multiplayer. In der iOS-Fassung kann der Spieler im Einzelspiel zunächst nur Menschen und Orks als Mannschaft wählen. Die restlichen Mannschaften müssen per in-App-Kauf zugekauft werden.

## Rezeption
Blood Bowl erhielt auf dem PC gemischte (Metacritic: 74 von 100), auf den Konsolen und mobilen Plattformen eher negative Bewertungen (Xbox: 61 / NDS: 52 / PSP: 61 / iOS: 62).

„Launige Football-Taktik, auf Dauer etwas eintönig.“

„Stellenweise unterhaltsame, oft frustrierende Brutal Sports-Lizenz, die hauptsächlich online Spaß macht.“

“There’s just too much work for too little fun for anyone who isn’t already attuned to what Blood Bowl is about.”

„Darin steckt einfach zuviel Arbeit für zu wenig Spaß für jeden, der nicht bereits darauf eingestellt ist, worum es in Blood Bowl geht.“

“A rushed port of a clumsy adaptation can't disguise the quality game shining underneath”

„Eine überstürzte Portierung einer ungelenken Adaption kann das darunter durchschimmernde Qualitätsspiel nicht verbergen.“

## Fortsetzungen
Cyanide veröffentlichte 2012 mit Dungeonbowl einen eigenständigen Ableger und im September 2015 mit Blood Bowl 2 einen Nachfolger zu Blood Bowl. Am 25. Oktober 2015 erschien für mobile Geräte Blood Bowl: Kerrunch. Am 24. Juli 2018 ging Cyanide mit Blood Bowl: Death Zone ins Early-Access-Programm. Am 23. Februar 2023 wurde Blood Bowl 3 veröffentlicht.